# أماليا راميريز
أماليا راميريز (بالإسبانية: Amalia Ramírez)‏ هي مغنية ومغنية أوبرا إسبانية، ولدت في 23 مايو 1834 في لوبيون في إسبانيا، وتوفيت في 25 فبراير 1918 في مدريد في إسبانيا.